# Tapio Piipponen
Ville Juha Tapio Piipponen, né le 21 juin 1957 à Sotkamo, est un biathlète finlandais.

## Biographie
Chez les juniors, il remporte quatre médailles aux Championnats du monde de la catégorie. En 1981, il apparaît avec l'équipe nationale aux Championnats du monde sénior et obtient son premier podium dans la Coupe du monde un an plus tard à Ruhpolding. Aux Jeux olympiques d'hiver de 1984, il est douzième du sprint et quinzième de l'individuel. Un an plus tard, il remporte son plus grand succès avec la médaille de bronze de l'individuel aux Championnats du monde de Ruhpolding, le dernier podium finlandais jusqu'en 2001 et le titre mondial de Paavo Puurunen. En 1986, il obtient son premier succès en Coupe du monde après quatre autres podiums en gagnant l'individuel de Boden avec un sans faute au tir. Il se place quatrième du classement général cet hiver.
Il prend part aussi aux Jeux olympiques de Calgary en 1988, se classant huitième de l'individuel et septième du sprint. Il prend sa retraite internationale après la saison 1988-1989.

## Palmarès

### Jeux olympiques d'hiver
| Épreuve / Édition | Individuel | Sprint | Relais |
| ----------------- | ---------- | ------ | ------ |
| JO 1984 Sarajevo  | 12e        | 15e    | 7e     |
| JO 1988 Calgary   | 8e         | 7e     | 12e    |

### Championnats du monde
| Épreuve     | 1981 à Lahti | 1982 à Minsk | 1983 à Antholz | 1985 à Ruhpolding | 1986 à Oslo | 1987 à Lake Placid | 1989 à Feistritz |
| ----------- | ------------ | ------------ | -------------- | ----------------- | ----------- | ------------------ | ---------------- |
| Individuel  | 15e          | -            | 32e            | Bronze            | 11e         | 6e                 | 11e              |
| Sprint      | 11e          | 23e          | -              | 13e               | 9e          | 12e                | 21e              |
| Relais      | 6e           | 8e           | 5e             | 7e                | 4e          | 5e                 | 11e              |
| Par équipes |              |              |                |                   |             |                    | 5e               |

### Coupe du monde
- Meilleur classement général : 4e en 1986.
- 5 podiums individuels : 1 victoire, 2 deuxièmes places et 2 troisièmes places.